# Iden, Stendal
Iden là một đô thị thuộc huyện Stendal, bang Sachsen-Anhalt, Đức. Đô thị Iden, Stendal có diện tích 37,37 km², dân số thời điểm ngày 31 tháng 12 năm 2006 là 1060 người.